# Фейсситинг

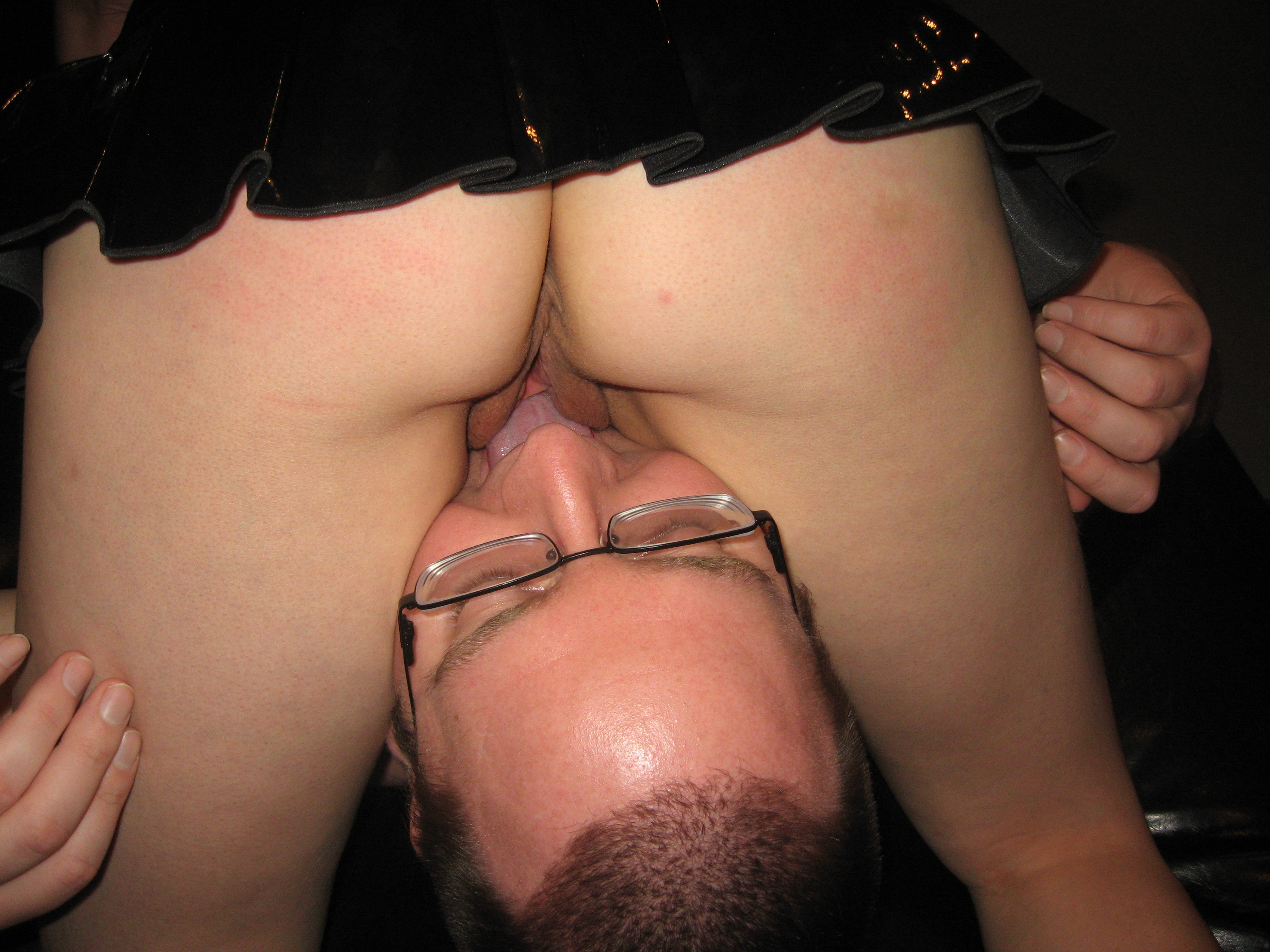
Фейсситинг

Картина Франческо Хаєса

Фейсси́тинг (англ. facesitting, букв. сидіння на обличчі) — сексуальна практика, при якій верхній партнер сидить на обличчі нижнього, зазвичай ініціюючи орально-генітальний або орально-анальний контакт. Має широке поширення в контексті БДСМ, але застосовується і поза цієї субкультурою. Використовується фейсситинг, як правило, у фемдомі (відносини, де жінка домінує над чоловіком). Сидіння на обличчі часто використовується для ігрових принижень і для сексуального задоволення. Воно також використовується парами для кунілінгусу, коли жінка згинає коліна і сідає на чоловіка, але розташовується швидше на верхній частині грудної клітки, ніж на обличчі.